# Liste des joueurs du FCV Dender EH
Cette liste reprend les 408 joueurs de football qui ont évolué au FCV Dender EH (matricule 3900) depuis la fondation du club sous ses différentes appellations, à savoir :
- Verbroedering Denderhoutem : 1943 à 2005
- FCV Dender EH : depuis 2005

Les anciens joueurs du KFC Denderleeuw EH (matricule 5647) ou du Football Club Eendracht Hekelgem (matricule 6826), absorbés dans des fusions successives pour former le club actuel, ne peuvent PAS être ajoutés à cette liste.
Date de mise à jour des joueurs et de leurs statistiques : 15 novembre 2012
- Haut – A
- B
- C
- D
- E
- F
- G
- H
- I
- J
- K
- L
- M
- N
- O
- P
- Q
- R
- S
- T
- U
- V
- W
- X
- Y
- Z

## A
| Joueur             | Nationalité        | Position  | Date de naissance | Période(s) | Matches (dont D1) | Buts | Jaunes | Rouges |
| ------------------ | ------------------ | --------- | ----------------- | ---------- | ----------------- | ---- | ------ | ------ |
| Steven Abbeloos    | Belgique           | ?         | 10/05/1973        | 2000-2001  | 22 (0)            | 4    | 4      | 2      |
| Maxim Aerts        | Belgique           | ?         | 11/10/1993        | 2010-2011  | 0 (0)             | 0    | 0      | 0      |
| Admir Aganović     | Bosnie-Herzégovine | Attaquant | 25/08/1986        | 2008-2009  | 15 (15)           | 5    | 3      | 0      |
| Kevin Akanga       | Belgique           | ?         | 15/10/1992        | 2011-2012  | 1 (0)             | 0    | 0      | 0      |
| Mark-Jan Albertijn | Belgique           | ?         | 18/10/1969        | 1997-1998  | 24 (0)            | 2    | 4      | 0      |
| Rachid Allachi     | Belgique           | ?         | 11/12/1972        | 1997-1999  | 58 (0)            | 2    | 4      | 1      |
| Kristof Allard     | Belgique           | ?         | 26/04/1982        | 1999-2000  | 0 (0)             | 0    | 0      | 0      |
| Kevin Amond        | Belgique           | Attaquant | 19/09/1984        | 2004-2005  | 7 (0)             | 1    | 1      | 0      |
| Theophilus Amuzu   | Belgique           | ?         | 2/11/1980         | 2002-2003  | 3 (0)             | 0    | 1      | 0      |
| Olivier Antoons    | Belgique           | ?         | 13/04/1982        | 2002-2005  | 30 (0)            | 0    | 2      | 0      |
| Johny Appelmans    | Belgique           | ?         | 20/05/1965        | 1986-1993  | 79 (0)            | 35   | 3      | 0      |
| Wouter Artz        | Belgique           | ?         | 14/03/1985        | 2010-2012  | 51 (0)            | 0    | 8      | 0      |
| David Avonture     | Belgique           | ?         | 29/04/1979        | 2002-2003  | 6 (0)             | 1    | 2      | 0      |

## B
| Joueur                       | Nationalité                      | Position          | Date de naissance | Période(s) | Matches (dont D1) | Buts | Jaunes | Rouges |
| ---------------------------- | -------------------------------- | ----------------- | ----------------- | ---------- | ----------------- | ---- | ------ | ------ |
| Steve Bael                   | Belgique                         | ?                 | 24/02/1994        | 2011-...   | 3 (0)             | 0    | 1      | 0      |
| Christophe Baeyens           | Belgique                         | ?                 | 29/01/1979        | 2003-2004  | 0 (0)             | 0    | 0      | 0      |
| Luc Baeyens                  | Belgique                         | ?                 | 28/08/1960        | 1987-1988  | 0 (0)             | 0    | 0      | 0      |
| Dennis Baino                 | Suriname                         | Milieu de terrain | 12/01/1975        | 1998-2000  | 42 (0)            | 8    | 2      | 0      |
| Frederik Bajart              | Belgique                         | ?                 | 31/01/1975        | 1996-1997  | 3 (0)             | 0    | 3      | 0      |
| Mandella Charles Banga Damoi | Belgique                         | ?                 | 17/06/1981        | 2008-2010  | 23 (0)            | 3    | 3      | 1      |
| Rachid Baouf                 | Maroc                            | Milieu de terrain | 7/10/1976         | 1999-2000  | 17 (0)            | 4    | 1      | 0      |
| Steve Barbé                  | Belgique                         | Milieu de terrain | 15/01/1979        | 2007-2009  | 23 (23)           | 1    | 3      | 0      |
| Graham Bassett               | Angleterre                       | Attaquant         | 6/10/1964         | 1996-1998  | 43 (0)            | 1    | 5      | 1      |
| Ricky Begeyn                 | Belgique                         | Gardien de but    | 20/08/1976        | 2005-2006  | 29 (0)            | 0    | 1      | 0      |
| Vincenzo Bellia              | Belgique                         | ?                 | 6/06/1991         | 2011-2012  | 1 (0)             | 0    | 0      | 0      |
| Paul Beloy Beloy             | Belgique                         | ?                 | 12/04/1957        | 1987-1989  | 0 (0)             | 0    | 0      | 0      |
| Ramzi Ben Ahmed              | Belgique                         | ?                 | 20/03/1989        | 2008-2009  | 3 (3)             | 0    | 1      | 0      |
| Ahmed Ben Kadi               | Belgique                         | ?                 | 28/08/1969        | 2004-2005  | 10 (0)            | 4    | 1      | 0      |
| Mohamed Razak Bengaly        | Belgique                         | ?                 | 20/11/1988        | 2011-2012  | 28 (0)            | 0    | 5      | 0      |
| Rogerio Benjamin De Oliveira | Belgique                         | ?                 | 28/06/1978        | 1996-1998  | 42 (0)            | 10   | 3      | 1      |
| Filip Benoot                 | Belgique                         | ?                 | 3/02/1957         | 1992-1993  | 0 (0)             | 0    | 0      | 0      |
| Cédric Berthelin             | Belgique                         | Gardien de but    | 25/12/1976        | 2007-2009  | 41 (41)           | 0    | 0      | 0      |
| Siebe Blondelle              | Belgique                         | ?                 | 20/04/1986        | 2008-2010  | 47 (30)           | 2    | 15     | 1      |
| Jean-Paul Boeka-Lisasi       | République démocratique du Congo | Attaquant         | 6/06/1974         | 2004-2005  | 13 (0)            | 6    | 2      | 0      |
| Geert Bogaert                | Belgique                         | ?                 | 12/08/1962        | 1988-1993  | 81 (0)            | 1    | 7      | 1      |
| Steve Bogaert                | Belgique                         | ?                 | 5/06/1973         | 1998-2003  | 30 (0)            | 0    | 6      | 0      |
| Stanley Bollen               | Belgique                         | ?                 | 12/05/1959        | 1984-1986  | 0 (0)             | 0    | 0      | 0      |
| Ivan Bombeke                 | Belgique                         | ?                 | 25/11/1956        | 1983-1984  | 0 (0)             | 0    | 0      | 0      |
| Daniel Bonne                 | Belgique                         | ?                 | 18/08/1960        | 1986-1993  | 70 (0)            | 3    | 6      | 0      |
| Kevin Borlée                 | Belgique                         | ?                 | 28/09/1983        | 2003-2005  | 57 (0)            | 6    | 6      | 1      |
| Jean-Pierre Borriaux         | Belgique                         | ?                 | ?                 | 1985-1987  | 0 (0)             | 0    | 0      | 0      |
| Tim Boydens                  | Belgique                         | ?                 | 8/01/1980         | 2003-2005  | 44 (0)            | 22   | 9      | 0      |
| Peter Brackman               | Belgique                         | ?                 | 30/05/1985        | 2004-2005  | 0 (0)             | 0    | 0      | 0      |
| Nico Braekman                | Belgique                         | ?                 | 10/12/1973        | 2002-2003  | 12 (0)            | 1    | 1      | 1      |
| Derek Bruylant               | Belgique                         | ?                 | 4/02/1982         | 2003-2004  | 12 (0)            | 0    | 0      | 0      |
| Frederico Burgel Xaviel      | Brésil                           | Défenseur         | 15/01/1986        | 2008-2010  | 23 (23)           | 2    | 6      | 1      |

## C
| Joueur                    | Nationalité | Position       | Date de naissance | Période(s) | Matches (dont D1) | Buts | Jaunes | Rouges |
| ------------------------- | ----------- | -------------- | ----------------- | ---------- | ----------------- | ---- | ------ | ------ |
| Anthony Cabeke            | Belgique    | ?              | 5/11/1988         | 2007-2008  | 4 (4)             | 0    | 0      | 0      |
| Tim Callebaut             | Belgique    | ?              | 31/07/1980        | 2000-2002  | 2 (0)             | 0    | 0      | 0      |
| Carlo Camilleri           | Belgique    | ?              | 14/05/1975        | 2004-2005  | 4 (0)             | 0    | 1      | 0      |
| Luc Cardon                | Belgique    | ?              | 3/09/1972         | 1996-1997  | 24 (0)            | 4    | 0      | 0      |
| Walter Carlier            | Belgique    | ?              | 14/08/1964        | 1988-1992  | 0 (0)             | 0    | 0      | 0      |
| Joao Carvalho De Oliveira | Belgique    | ?              | 24/06/1979        | 1997-1998  | 6 (0)             | 0    | 0      | 0      |
| Laurent Ciku              | Belgique    | ?              | 8/09/1983         | 2005-2007  | 0 (0)             | 0    | 0      | 0      |
| Oumar Deen Cisse          | Belgique    | ?              | 30/12/1988        | 2009-2010  | 22 (0)            | 0    | 3      | 2      |
| Olivier Claessens         | Belgique    | ?              | 22/12/1988        | 2010-2011  | 32 (0)            | 7    | 2      | 1      |
| Kris Claus                | Belgique    | Gardien de but | 1/03/1979         | 2000-2003  | 28 (0)            | 0    | 0      | 0      |
| Marc Cneudt               | Belgique    | ?              | 23/02/1957        | 1983-1984  | 0 (0)             | 0    | 0      | 0      |
| David Collyns             | Belgique    | ?              | 24/02/1969        | 1990-1993  | 75 (0)            | 2    | 11     | 1      |
| Bjorn Cool                | Belgique    | ?              | 7/05/1975         | 2003-2005  | 45 (0)            | 5    | 8      | 1      |
| Frederic Cools            | Belgique    | ?              | 15/10/1972        | 1997-1999  | 58 (0)            | 16   | 2      | 0      |
| Christophe Copel          | Belgique    | ?              | 20/09/1986        | 2008-2009  | 5 (5)             | 0    | 0      | 0      |
| Gunther Coppens           | Belgique    | ?              | 30/09/1970        | 1990-1993  | 26 (0)            | 3    | 0      | 0      |
| Thierry Coppens           | Belgique    | ?              | 2/11/1979         | 2006-2007  | 28 (0)            | 0    | 1      | 0      |
| Yvan Coppens              | Belgique    | ?              | 7/06/1968         | 1989-1992  | 49 (0)            | 4    | 5      | 3      |
| Janis Coppin              | Belgique    | Attaquant      | 11/05/1988        | 2010-2013  | 90 (0)            | 27   | 9      | 0      |
| Jozef Cornelis            | Belgique    | ?              | 19/11/1955        | 1986-1987  | 0 (0)             | 0    | 0      | 0      |
| Bruno Crokaert            | Belgique    | ?              | 18/05/1960        | 1983-1986  | 0 (0)             | 0    | 0      | 0      |

## D
| Joueur                   | Nationalité | Position  | Date de naissance | Période(s)           | Matches (dont D1) | Buts | Jaunes | Rouges |
| ------------------------ | ----------- | --------- | ----------------- | -------------------- | ----------------- | ---- | ------ | ------ |
| Mario David              | Belgique    | ?         | 7/03/1970         | 2003-2005            | 58 (0)            | 3    | 4      | 1      |
| Patrick De Backer        | Belgique    | ?         | 4/08/1960         | 1983-1984            | 0 (0)             | 0    | 0      | 0      |
| Jurgen De Bisschop       | Belgique    | ?         | 2/08/1975         | 2001-2002            | 21 (0)            | 0    | 0      | 0      |
| Marnic De Blander        | Belgique    | ?         | 18/10/1966        | 1986-1993            | 78 (0)            | 6    | 4      | 1      |
| Dries De Boodt           | Belgique    | ?         | 9/01/1985         | 2009-2010            | 6 (0)             | 0    | 1      | 0      |
| Freddy De Ceulener       | Belgique    | ?         | 9/09/1952         | 1983-1984            | 0 (0)             | 0    | 0      | 0      |
| Gunter De Cleene         | Belgique    | ?         | 18/02/1970        | 1992-1993            | 26 (0)            | 2    | 1      | 0      |
| Jo De Coen               | Belgique    | ?         | 1/08/1964         | 1986-1991            | 30 (0)            | 0    | 1      | 0      |
| Gino De Coeyere          | Belgique    | ?         | 20/04/1977        | 1999-2000            | 0 (0)             | 0    | 0      | 0      |
| Hans De Coeyere          | Belgique    | ?         | 1/04/1972         | 1992-2000            | 24 (0)            | 1    | 0      | 0      |
| Sebastiaan De Cooremeter | Belgique    | ?         | 27/05/1979        | 2001-2003            | 31 (0)            | 2    | 0      | 0      |
| Birger De Craene         | Belgique    | ?         | 28/07/1982        | 1999-2001            | 2 (0)             | 0    | 0      | 0      |
| Pascal De Cuyper         | Belgique    | ?         | ?                 | 1984-1986            | 0 (0)             | 0    | 0      | 0      |
| Laurent De Cuypere       | Belgique    | ?         | 27/08/1981        | 2001-2002            | 13 (0)            | 0    | 3      | 1      |
| Ivan De Doncker          | Belgique    | ?         | 26/08/1965        | 1983-1984            | 0 (0)             | 0    | 0      | 0      |
| Michaël De Greve         | Belgique    | ?         | 22/06/1980        | 2004-2005            | 27 (0)            | 3    | 3      | 0      |
| Wouter De Groote         | Belgique    | ?         | 28/01/1978        | 2005-2009            | 91 (35)           | 8    | 4      | 2      |
| Thierry De Jonge         | Belgique    | ?         | 9/05/1971         | 2001-2002            | 23 (0)            | 0    | 3      | 0      |
| Jan De Jongh             | Belgique    | ?         | ?                 | 1984-1987            | 0 (0)             | 0    | 0      | 0      |
| Stijn De Koker           | Belgique    | ?         | 11/04/1984        | 2001-2002            | 0 (0)             | 0    | 0      | 0      |
| Gerland De Latte         | Belgique    | ?         | 17/07/1977        | 1999-2001            | 49 (0)            | 4    | 10     | 1      |
| Niels de Loof            | Pays-Bas    | Défenseur | 11/03/1989        | 2011-2012            | 26 (0)            | 0    | 3      | 0      |
| Bram De Ly               | Belgique    | ?         | 21/01/1984        | 2010-2012            | 41 (0)            | 0    | 6      | 1      |
| Tim De Meersman          | Belgique    | ?         | 1/02/1985         | 2009-2011            | 28 (0)            | 5    | 2      | 0      |
| Gerdy De Meester         | Belgique    | ?         | 13/01/1979        | 1997-1998            | 7 (0)             | 0    | 0      | 0      |
| Dirk De Meyer            | Belgique    | ?         | 25/04/1966        | 2000-2002            | 57 (0)            | 1    | 5      | 0      |
| Stijn De Meyer           | Belgique    | ?         | 27/06/1982        | 1999-2000            | 1 (0)             | 0    | 0      | 0      |
| Jeroen De Mol            | Belgique    | ?         | 17/10/1979        | 2005-2007            | 43 (0)            | 0    | 7      | 0      |
| Jens De Paepe            | Belgique    | ?         | 23/04/1991        | 2008-2012            | 23 (0)            | 0    | 3      | 0      |
| Wim De Pelsmaeker        | Belgique    | ?         | 19/10/1970        | 1990-1993            | 56 (0)            | 2    | 4      | 1      |
| Steven De Petter         | Belgique    | ?         | 22/11/1985        | 2005-2009            | 107 (47)          | 13   | 13     | 1      |
| Patrick De Poortere      | Belgique    | ?         | 21/11/1961        | 1986-1988            | 0 (0)             | 0    | 0      | 0      |
| Pieter De Rijck          | Belgique    | ?         | 16/04/1977        | 1998-1999            | 19 (0)            | 0    | 1      | 0      |
| David De Schrijver       | Belgique    | ?         | 24/02/1975        | 1992-1993            | 2 (0)             | 0    | 0      | 0      |
| Steven De Smedt          | Belgique    | ?         | 21/06/1970        | 1996-1997            | 25 (0)            | 0    | 3      | 0      |
| David De Storme          | Belgique    | ?         | 30/08/1979        | 2006-2009            | 70 (48)           | 19   | 14     | 1      |
| Joris De Ville           | Belgique    | ?         | 26/07/1983        | 2000-2001            | 0 (0)             | 0    | 0      | 0      |
| Filip De Vits            | Belgique    | ?         | 19/07/1971        | 1996-1997            | 0 (0)             | 0    | 0      | 0      |
| Ronny De Vuyst           | Belgique    | ?         | 20/12/1960        | 1983-1988            | 0 (0)             | 0    | 0      | 0      |
| Karel De Waele           | Belgique    | ?         | 12/09/1972        | 1997-2000            | 60 (0)            | 18   | 6      | 0      |
| Stefaan De Waele         | Belgique    | ?         | 24/08/1971        | 1988-1990            | 0 (0)             | 0    | 0      | 0      |
| Jurgen De Winter         | Belgique    | ?         | 11/03/1969        | 1986-1993            | 82 (0)            | 0    | 0      | 1      |
| Éric Deflandre           | Belgique    | ?         | 2/08/1973         | 2007-2009            | 35 (35)           | 0    | 10     | 1      |
| Bertrand Defrere         | Belgique    | ?         | 7/03/1980         | 1996-1999            | 3 (0)             | 0    | 0      | 0      |
| Geert Degraeve           | Belgique    | ?         | 8/10/1971         | 1992-1993            | 0 (0)             | 0    | 0      | 0      |
| Denis Dehaene            | Belgique    | ?         | 14/10/1965        | 1996-1997            | 13 (0)            | 2    | 1      | 2      |
| Matthias Dejonge         | Belgique    | ?         | 4/02/1995         | 2012-...             | 0 (0)             | 0    | 0      | 0      |
| David Delahaye           | Belgique    | ?         | 9/12/1973         | 1996-1997            | 6 (0)             | 0    | 0      | 0      |
| Peter Deldaele           | Belgique    | ?         | 13/10/1973        | 2005-2006            | 0 (0)             | 0    | 0      | 0      |
| Éric Deleu               | Belgique    | ?         | 30/01/1960        | 1987-1988            | 0 (0)             | 0    | 0      | 0      |
| Thibault Deliens         | Belgique    | ?         | 26/01/1980        | 2000-2001            | 4 (0)             | 0    | 0      | 0      |
| Nico Delplace            | Belgique    | ?         | 6/12/1972         | 1996-1997            | 17 (0)            | 1    | 3      | 0      |
| Daan Depever             | Belgique    | ?         | 17/01/1989        | 2007-2010            | 30 (30)           | 5    | 9      | 0      |
| Aron Deraes              | Belgique    | ?         | 15/02/1991        | 2007-...             | 35 (0)            | 0    | 1      | 1      |
| Alain Derijck            | Belgique    | ?         | 27/01/1959        | 1986-1991            | 0 (0)             | 0    | 0      | 0      |
| Timothy Derijck          | Belgique    | ?         | 25/05/1987        | 2007-2008            | 30 (30)           | 1    | 5      | 1      |
| Pieter Deryck            | Belgique    | ?         | 16/04/1977        | 1999-2001            | 40 (0)            | 9    | 5      | 0      |
| Christ Deryckere         | Belgique    | ?         | 24/07/1967        | 1997-1999            | 51 (0)            | 1    | 5      | 0      |
| Steve Desaegher          | Belgique    | ?         | 17/04/1981        | 2002-2003            | 1 (0)             | 0    | 0      | 0      |
| Gérard Desanghere        | Belgique    | Défenseur | 16/11/1947        | 1983-1984            | 0 (0)             | 0    | 0      | 0      |
| Denis Dessaer            | Belgique    | ?         | 17/06/1983        | 2005-2006            | 20 (0)            | 1    | 0      | 0      |
| Sam Devinck              | Belgique    | ?         | 27/02/1988        | 2009-2012            | 4 (0)             | 0    | 1      | 0      |
| Philip D'Haemers         | Belgique    | ?         | 11/01/1963        | 1989-1990            | 0 (0)             | 0    | 0      | 0      |
| Rik D'Haen               | Belgique    | ?         | ?                 | 1986-1987            | 0 (0)             | 0    | 0      | 0      |
| Frederik D'Hollander     | Belgique    | Attaquant | 20/05/1976        | 2006                 | 14 (0)            | 1    | 0      | 0      |
| Christophe Dhont         | Belgique    | ?         | 3/10/1976         | 2002-2003            | 5 (0)             | 0    | 0      | 0      |
| Gauthier Diafutua        | France      | Attaquant | 4/11/1985         | 2007                 | 12 (0)            | 2    | 3      | 0      |
| Joren Dom                | Belgique    | ?         | 29/11/1989        | 2011-2012            | 34 (0)            | 3    | 2      | 0      |
| Tosin Dosunmu            | Nigeria     | Attaquant | 15/07/1980        | 2001-2002            | 27 (0)            | 20   | 3      | 2      |
| Jonas Droessaert         | Belgique    | ?         | 7/08/1989         | 2011-2012            | 9 (0)             | 0    | 0      | 0      |
| Sébastien Dufoor         | Belgique    | ?         | 7/07/1981         | 2000-2002, 2007-2008 | 78 (28)           | 10   | 15     | 2      |
| Arne Dugardeyn           | Belgique    | ?         | 16/10/1979        | 2003-2005            | 37 (0)            | 2    | 4      | 0      |

## E
| Joueur          | Nationalité | Position | Date de naissance | Période(s) | Matches (dont D1) | Buts | Jaunes | Rouges |
| --------------- | ----------- | -------- | ----------------- | ---------- | ----------------- | ---- | ------ | ------ |
| Steven Eeckhout | Belgique    | ?        | 5/02/1981         | 1999-2000  | 2 (0)             | 0    | 1      | 0      |
| Philippe Esnol  | Belgique    | ?        | 20/12/1967        | 1990-1991  | 24 (0)            | 13   | 2      | 0      |
| Achraf Essikal  | Belgique    | ?        | 3/01/1986         | 2009-2010  | 7 (0)             | 0    | 3      | 0      |

## F
| Joueur            | Nationalité | Position  | Date de naissance | Période(s) | Matches (dont D1) | Buts | Jaunes | Rouges |
| ----------------- | ----------- | --------- | ----------------- | ---------- | ----------------- | ---- | ------ | ------ |
| Predrag Filipović | Monténégro  | Défenseur | 12/01/1975        | 2007-2009  | 41 (41)           | 0    | 2      | 0      |
| Kevin Franck      | Belgique    | ?         | 10/06/1982        | 2005-2007  | 53 (0)            | 6    | 3      | 0      |

## G
| Joueur           | Nationalité | Position | Date de naissance | Période(s) | Matches (dont D1) | Buts | Jaunes | Rouges |
| ---------------- | ----------- | -------- | ----------------- | ---------- | ----------------- | ---- | ------ | ------ |
| Monder Gacem     | Belgique    | ?        | 5/05/1970         | 1996-1997  | 0 (0)             | 0    | 0      | 0      |
| Yves Gardyn      | Belgique    | ?        | 3/07/1972         | 1998-2001  | 5 (0)             | 0    | 0      | 0      |
| David Geeroms    | Belgique    | ?        | 7/07/1978         | 2005-2008  | 64 (1)            | 7    | 4      | 0      |
| Koen Geerts      | Belgique    | ?        | 16/04/1991        | 2010-2011  | 0 (0)             | 0    | 0      | 0      |
| Peter Geerts     | Belgique    | ?        | 15/03/1968        | 1988-1991  | 6 (0)             | 0    | 0      | 0      |
| Stephen Geldhof  | Belgique    | ?        | 5/03/1973         | 1992-1993  | 27 (0)            | 4    | 2      | 0      |
| Johan Gerets     | Belgique    | ?        | 15/08/1981        | 2006-2008  | 48 (21)           | 2    | 15     | 1      |
| Bram Ghijsels    | Belgique    | ?        | 2/08/1982         | 1998-2002  | 0 (0)             | 0    | 0      | 0      |
| Grégory Gillet   | Belgique    | ?        | 30/06/1979        | 1998-1999  | 1 (0)             | 0    | 0      | 0      |
| Cor Gillis       | Belgique    | ?        | 31/03/1989        | 2011-2012  | 34 (0)            | 2    | 3      | 0      |
| Didier Gillis    | Belgique    | ?        | 2/04/1972         | 2002-2003  | 4 (0)             | 0    | 0      | 0      |
| Marc Goethals    | Belgique    | ?        | 26/10/1960        | 1984-1988  | 0 (0)             | 0    | 0      | 0      |
| Thomas Goossens  | Belgique    | ?        | 4/09/1994         | 2011-...   | 0 (0)             | 0    | 0      | 0      |
| Jan Govaert      | Belgique    | ?        | 28/01/1982        | 2001-2002  | 0 (0)             | 0    | 0      | 0      |
| David Groeninckx | Belgique    | ?        | 17/04/1972        | 1996-1997  | 15 (0)            | 1    | 1      | 1      |
| Wim Groeninckx   | Belgique    | ?        | 20/09/1966        | 1986-1987  | 0 (0)             | 0    | 0      | 0      |

## H
| Joueur             | Nationalité | Position | Date de naissance | Période(s) | Matches (dont D1) | Buts | Jaunes | Rouges |
| ------------------ | ----------- | -------- | ----------------- | ---------- | ----------------- | ---- | ------ | ------ |
| Gino Haegeman      | Belgique    | ?        | 15/07/1966        | 1985-1990  | 0 (0)             | 0    | 0      | 0      |
| Peter Heiremans    | Belgique    | ?        | 30/04/1974        | 1996-1997  | 5 (0)             | 0    | 0      | 1      |
| Jarich Hellinckx   | Belgique    | ?        | 20/04/1993        | 2012-...   | 0 (0)             | 0    | 0      | 0      |
| Julien Hennart     | Belgique    | ?        | 6/02/1981         | 2000-2001  | 23 (0)            | 4    | 1      | 2      |
| Joeri Heymans      | Belgique    | ?        | 16/04/1984        | 2005-2006  | 1 (0)             | 0    | 0      | 0      |
| Wouter Hias        | Belgique    | ?        | 29/12/1990        | 2012-...   | 0 (0)             | 0    | 0      | 0      |
| Steven Hilaerts    | Belgique    | ?        | 25/09/1977        | 1999-2000  | 29 (0)            | 15   | 4      | 0      |
| Luc Hoebeke        | Belgique    | ?        | ?                 | 1984-1986  | 0 (0)             | 0    | 0      | 0      |
| Patrick Huylebroek | Belgique    | ?        | 17/07/1959        | 1983-1991  | 3 (0)             | 0    | 1      | 0      |
| Jung Hoon Hwang    | Belgique    | ?        | 7/04/1979         | 2000-2001  | 1 (0)             | 0    | 0      | 0      |

## I
| Joueur              | Nationalité                      | Position          | Date de naissance | Période(s) | Matches (dont D1) | Buts | Jaunes | Rouges |
| ------------------- | -------------------------------- | ----------------- | ----------------- | ---------- | ----------------- | ---- | ------ | ------ |
| Kristof Imschoot    | Belgique                         | ?                 | 4/12/1980         | 2009-2010  | 29 (0)            | 9    | 6      | 1      |
| Gabriel Iribarren   | Argentine                        | Milieu de terrain | 6/08/1981         | 2007-2009  | 13 (13)           | 1    | 4      | 0      |
| Blaise Issankoy     | République démocratique du Congo | Milieu de terrain | 13/03/1979        | 2001-2002  | 22 (0)            | 5    | 4      | 0      |
| Elias Italo-Germano | Belgique                         | ?                 | 27/06/1977        | 1997-1999  | 29 (0)            | 2    | 5      | 2      |

## J
| Joueur                         | Nationalité | Position          | Date de naissance | Période(s)           | Matches (dont D1) | Buts | Jaunes | Rouges |
| ------------------------------ | ----------- | ----------------- | ----------------- | -------------------- | ----------------- | ---- | ------ | ------ |
| Steven Jacobs                  | Belgique    | Milieu de terrain | 6/06/1987         | 2008-2009, 2011-2012 | 41 (19)           | 1    | 7      | 0      |
| Ringo Jacobs                   | Belgique    | ?                 | 20/02/1981        | 2001-2002            | 4 (0)             | 1    | 1      | 0      |
| Julien Jadot                   | Belgique    | ?                 | 3/03/1992         | 2011-2012            | 19 (0)            | 0    | 3      | 0      |
| Almir Jahic                    | Belgique    | ?                 | 8/10/1968         | 1997-1998            | 28 (0)            | 3    | 1      | 0      |
| Paul Jans                      | Belgique    | ?                 | 5/08/1981         | 2010-2011            | 29 (0)            | 8    | 4      | 0      |
| Björn Janssen                  | Belgique    | Milieu de terrain | 27/09/1978        | 2005-2006            | 13 (0)            | 2    | 1      | 0      |
| Philippe Janssens              | Belgique    | ?                 | 17/03/1988        | 2011-2012            | 33 (0)            | 0    | 3      | 0      |
| Pauclair Jouda                 | Belgique    | ?                 | 5/05/1979         | 2002-2003            | 24 (0)            | 1    | 4      | 0      |
| Pascal Jouret                  | Belgique    | ?                 | 29/02/1964        | 1987-1988            | 0 (0)             | 0    | 0      | 0      |
| Iglesias Juan Mariano Martinez | Belgique    | ?                 | 12/01/1985        | 2007-2008            | 10 (10)           | 0    | 2      | 0      |

## K
| Joueur                  | Nationalité                      | Position          | Date de naissance | Période(s) | Matches (dont D1) | Buts | Jaunes | Rouges |
| ----------------------- | -------------------------------- | ----------------- | ----------------- | ---------- | ----------------- | ---- | ------ | ------ |
| Hervé Kalenga           | Belgique                         | Milieu de terrain | 17/11/1982        | 2003-2005  | 9 (0)             | 0    | 1      | 0      |
| Abdoul Kalim Kanamugire | Belgique                         | ?                 | 21/03/1988        | 2007-2008  | 0 (0)             | 0    | 0      | 0      |
| Laurent Désiré Kassanda | Belgique                         | ?                 | 22/04/1980        | 2002-2003  | 1 (0)             | 0    | 0      | 0      |
| Hervé Keberga           | Belgique                         | ?                 | 17/01/1982        | 2003-2004  | 1 (0)             | 0    | 0      | 0      |
| Aboubacar Keita         | Sénégal                          | ?                 | 6/03/1981         | 2001-2002  | 30 (0)            | 2    | 1      | 0      |
| Khaled Kharroubi        | Algérie                          | Milieu de terrain | 11/02/1984        | 2008-2009  | 8 (8)             | 0    | 0      | 0      |
| Jean-Paul Kielo-Lezi    | République démocratique du Congo | Attaquant         | 4/05/1984         | 2001-2005  | 74 (0)            | 37   | 3      | 1      |
| Kaj Knipping            | Belgique                         | ?                 | 10/11/1986        | 2005-2007  | 2 (0)             | 0    | 0      | 0      |

## L
| Joueur                | Nationalité | Position          | Date de naissance | Période(s) | Matches (dont D1) | Buts | Jaunes | Rouges |
| --------------------- | ----------- | ----------------- | ----------------- | ---------- | ----------------- | ---- | ------ | ------ |
| Jean-Claude Lagrou    | Belgique    | ?                 | 1/08/1970         | 2002-2003  | 6 (0)             | 0    | 0      | 0      |
| Olivier Lamberg       | Belgique    | ?                 | 16/12/1966        | 1988-2000  | 39 (0)            | 4    | 4      | 1      |
| Jochen Lambrecht      | Belgique    | ?                 | 4/10/1970         | 1996-1997  | 1 (0)             | 0    | 0      | 0      |
| Pierre Lambrecht      | Belgique    | ?                 | 25/07/1990        | 2009-2011  | 2 (0)             | 0    | 1      | 0      |
| Emmanuel Lanvu        | Belgique    | ?                 | 30/08/1985        | 2005-2006  | 7 (0)             | 0    | 0      | 0      |
| Alexandre Laurienté   | France      | Milieu de terrain | 19/11/1989        | 2009-2010  | 30 (0)            | 3    | 2      | 1      |
| Dimitri Lazarevski    | Belgique    | ?                 | 23/09/1982        | 2008-2009  | 6 (6)             | 0    | 2      | 0      |
| David Le Bras         | France      | Milieu de terrain | 4/10/1983         | 2004-2005  | 3 (0)             | 0    | 0      | 0      |
| Kevin Leemans         | Belgique    | ?                 | 18/08/1982        | 2002-2005  | 76 (0)            | 2    | 11     | 0      |
| Claude Lembe-Ngatchui | Belgique    | ?                 | 22/10/1981        | 2002-2005  | 29 (0)            | 0    | 1      | 0      |
| Erwin Lemmens         | Belgique    | Gardien de but    | 12/05/1976        | 2007-2008  | 14 (14)           | 0    | 1      | 0      |
| Michiel Lepage        | Belgique    | ?                 | 16/11/1995        | 2012-...   | 0 (0)             | 0    | 0      | 0      |
| Ronny Lievens         | Belgique    | ?                 | ?                 | 1986-1987  | 0 (0)             | 0    | 0      | 0      |
| Josue Liotte          | Belgique    | ?                 | 25/02/1984        | 2005-2006  | 3 (0)             | 0    | 0      | 0      |
| Julien Lodders        | Belgique    | ?                 | 30/10/1962        | 1996-1999  | 45 (0)            | 2    | 2      | 3      |
| Jamal Louahrani       | Belgique    | ?                 | 1/06/1983         | 2004-2005  | 1 (0)             | 0    | 0      | 0      |
| M'Vemba Lusala-Lu     | Belgique    | ?                 | 20/12/1980        | 2007-2009  | 11 (11)           | 0    | 0      | 0      |
| Lieven Luwaert        | Belgique    | ?                 | 28/08/1964        | 1991-1992  | 18 (0)            | 4    | 0      | 1      |
| Kristof Luysterman    | Belgique    | ?                 | 18/01/1974        | 1992-1993  | 0 (0)             | 0    | 0      | 0      |

## M
| Joueur                | Nationalité | Position          | Date de naissance | Période(s) | Matches (dont D1) | Buts | Jaunes | Rouges |
| --------------------- | ----------- | ----------------- | ----------------- | ---------- | ----------------- | ---- | ------ | ------ |
| Chokri Mahdi          | Belgique    | ?                 | 25/04/1964        | 1991-1992  | 15 (0)            | 1    | 1      | 0      |
| Dieter Malfait        | Belgique    | Gardien de but    | 3/11/1978         | 2006-2008  | 10 (3)            | 0    | 0      | 1      |
| Johan Malfait         | Belgique    | ?                 | 20/05/1965        | 1987-1988  | 0 (0)             | 0    | 0      | 0      |
| Sebastien Maligieri   | Belgique    | ?                 | 18/04/1982        | 2001-2002  | 4 (0)             | 0    | 1      | 0      |
| Yannick Marchand      | Belgique    | Défenseur         | 15/08/1988        | 2009-2011  | 30 (0)            | 0    | 6      | 0      |
| Werner Martens        | Belgique    | ?                 | 8/10/1976         | 1996-2000  | 72 (0)            | 3    | 11     | 2      |
| Alexandre Martinovic  | France      | Gardien de but    | 31/05/1985        | 2008-2009  | 7 (7)             | 0    | 1      | 0      |
| Emmanuel Massaux      | Belgique    | ?                 | 29/08/1976        | 1999-2000  | 21 (0)            | 4    | 4      | 0      |
| Sylvain Mathe Luvagho | Belgique    | ?                 | 31/12/1985        | 2009-2011  | 22 (0)            | 0    | 1      | 0      |
| Patrick Mathys        | Belgique    | ?                 | ?                 | 1985-1986  | 0 (0)             | 0    | 0      | 0      |
| Karl Matthijs         | Belgique    | ?                 | 30/04/1971        | 1997-1999  | 52 (0)            | 4    | 15     | 1      |
| Michel Maurus         | Belgique    | ?                 | 28/05/1960        | 1984-1989  | 0 (0)             | 0    | 0      | 0      |
| Jules Mbayoko         | Belgique    | ?                 | 15/03/1976        | 1999-2001  | 40 (0)            | 0    | 10     | 1      |
| Roy Meeus             | Belgique    | ?                 | 24/05/1989        | 2010-2011  | 34 (0)            | 10   | 4      | 0      |
| Nejim Melki           | Belgique    | Milieu de terrain | 29/03/1981        | 2002-2003  | 26 (0)            | 2    | 0      | 0      |
| Geert Mestdagh        | Belgique    | Gardien de but    | 31/03/1962        | 1996-1997  | 25 (0)            | 0    | 0      | 0      |
| Peter Mollez          | Belgique    | Gardien de but    | 23/09/1983        | 2009-2011  | 54 (0)            | 2    | 1      | 0      |
| Kristof Moreels       | Belgique    | ?                 | 10/12/1974        | 1990-1993  | 30 (0)            | 5    | 0      | 0      |
| Daniel Moreno         | Belgique    | ?                 | 7/04/1978         | 2000-2001  | 0 (0)             | 0    | 0      | 0      |
| Farad Moucheron       | Belgique    | ?                 | 13/06/1992        | 2010-2011  | 4 (0)             | 0    | 0      | 0      |
| Fouad Moucheron       | Belgique    | ?                 | 24/01/1991        | 2011-2012  | 0 (0)             | 0    | 0      | 0      |
| Maarten Moulart       | Belgique    | ?                 | 20/01/1980        | 1999-2001  | 15 (0)            | 0    | 1      | 0      |
| Kenneth Mumba         | Belgique    | ?                 | 29/03/1995        | 2012-...   | 0 (0)             | 0    | 0      | 0      |
| Henri Munyaneza       | Belgique    | ?                 | 19/06/1984        | 2002-2010  | 145 (31)          | 49   | 9      | 3      |
| Franky Muylaert       | Belgique    | ?                 | 12/10/1970        | 1996-1997  | 11 (0)            | 0    | 0      | 0      |
| Gerrit Muylaert       | Belgique    | ?                 | 10/08/1960        | 1991-1993  | 17 (0)            | 2    | 0      | 1      |
| Jens Muylaert         | Belgique    | ?                 | 12/02/1992        | 2009-...   | 13 (0)            | 0    | 1      | 1      |

## N
| Joueur                       | Nationalité | Position          | Date de naissance | Période(s) | Matches (dont D1) | Buts | Jaunes | Rouges |
| ---------------------------- | ----------- | ----------------- | ----------------- | ---------- | ----------------- | ---- | ------ | ------ |
| Fayçal Nberri                | Maroc       | Milieu de terrain | 20/05/1985        | 2009-2010  | 0 (0)             | 0    | 0      | 0      |
| Mustapha-Kamal Ndaw          | Belgique    | ?                 | 15/01/1981        | 2000-2001  | 10 (0)            | 3    | 0      | 0      |
| Ezechiel N'Douassel          | Belgique    | ?                 | 22/04/1988        | 2009-2010  | 0 (0)             | 0    | 0      | 0      |
| Grégoire Neels               | Belgique    | ?                 | 2/08/1982         | 2007-2008  | 13 (13)           | 0    | 3      | 0      |
| Christophe Neirinckx         | Belgique    | ?                 | 11/02/1981        | 2001-2006  | 83 (0)            | 1    | 13     | 2      |
| Samuel Néva                  | France      | Défenseur         | 15/01/1981        | 2007-2009  | 40 (40)           | 0    | 8      | 1      |
| Raoul Ngadrira               | Belgique    | ?                 | 30/06/1989        | 2012-...   | 0 (0)             | 0    | 0      | 0      |
| Emmanuel Ngama               | Belgique    | ?                 | 1/02/1990         | 2008-2009  | 4 (4)             | 0    | 0      | 0      |
| Evariste Ngolok              | Belgique    | Milieu de terrain | 15/11/1988        | 2009-2011  | 49 (0)            | 9    | 14     | 0      |
| Sheriff N'Gom                | Belgique    | ?                 | 4/12/1979         | 2002-2003  | 9 (0)             | 3    | 0      | 1      |
| Yves Nkokolo                 | Belgique    | Milieu de terrain | 22/03/1983        | 2004-2005  | 5 (0)             | 0    | 0      | 0      |
| Theophile Junior Ntame Ntame | Belgique    | ?                 | 17/05/1985        | 2007-2008  | 0 (0)             | 0    | 0      | 0      |

## O
| Joueur               | Nationalité | Position  | Date de naissance | Période(s) | Matches (dont D1) | Buts | Jaunes | Rouges |
| -------------------- | ----------- | --------- | ----------------- | ---------- | ----------------- | ---- | ------ | ------ |
| Paschal Onya         | Nigeria     | Attaquant | 14/12/1976        | 1997-1998  | 15 (0)            | 0    | 2      | 0      |
| Stanley Opoku Aborah | Belgique    | ?         | 23/06/1987        | 2006-2007  | 4 (0)             | 0    | 1      | 0      |
| Hassan Oubial        | Belgique    | ?         | 8/12/1972         | 1999-2006  | 138 (0)           | 15   | 13     | 1      |
| Younos Oumouri       | Belgique    | ?         | 30/08/1975        | 2005-2008  | 78 (21)           | 0    | 7      | 0      |

## P
| Joueur                   | Nationalité | Position          | Date de naissance | Période(s)           | Matches (dont D1) | Buts | Jaunes | Rouges |
| ------------------------ | ----------- | ----------------- | ----------------- | -------------------- | ----------------- | ---- | ------ | ------ |
| Kurt Pacque              | Belgique    | ?                 | 9/07/1969         | 1988-1989            | 0 (0)             | 0    | 0      | 0      |
| Raf Pannus               | Belgique    | ?                 | 18/09/1984        | 2001-2002            | 0 (0)             | 0    | 0      | 0      |
| Yanis Papassarantis      | Belgique    | Milieu de terrain | 12/03/1988        | 2012-...             | 0 (0)             | 0    | 0      | 0      |
| Niels Peers              | Belgique    | ?                 | 12/02/1992        | 2010-2011            | 32 (0)            | 1    | 6      | 1      |
| René Peeters             | Belgique    | Milieu de terrain | 10/10/1961        | 1996-1997            | 0 (0)             | 0    | 0      | 0      |
| Tom Peeters              | Belgique    | Milieu de terrain | 25/09/1978        | 2007-2008            | 17 (17)           | 0    | 3      | 0      |
| Bert Penne               | Belgique    | ?                 | 30/01/1978        | 1997-1998            | 4 (0)             | 0    | 0      | 0      |
| Thierry Perdaens         | Belgique    | ?                 | 17/11/1972        | 1999-2002            | 78 (0)            | 9    | 6      | 1      |
| Fabio Pereira Dos Santos | Belgique    | ?                 | 22/03/1979        | 1999-2000            | 3 (0)             | 0    | 0      | 0      |
| Fabio Pereira-Rufieno    | Brésil      | ?                 | 21/04/1978        | 1996-1999, 2003-2004 | 84 (0)            | 48   | 13     | 4      |
| Koen Persoons            | Belgique    | Milieu de terrain | 12/07/1983        | 2005-2007            | 60 (0)            | 8    | 13     | 1      |
| Mattis Persoons          | Belgique    | ?                 | 5/06/1986         | 2005-2007            | 8 (0)             | 3    | 0      | 0      |
| Romuald Petit            | Belgique    | ?                 | 19/10/1972        | 2002-2003            | 7 (0)             | 0    | 1      | 0      |
| Zekria Petrovic          | Belgique    | ?                 | 19/08/1979        | 2003-2004            | 0 (0)             | 0    | 0      | 0      |
| Erik Pinson              | Belgique    | Défenseur         | 29/04/1964        | 1997-1999            | 43 (0)            | 4    | 4      | 0      |
| Tanguy Ponce Vasquez     | Belgique    | ?                 | 22/04/1991        | 2011-2012            | 0 (0)             | 0    | 0      | 0      |

## R
| Joueur             | Nationalité | Position  | Date de naissance | Période(s) | Matches (dont D1) | Buts | Jaunes | Rouges |
| ------------------ | ----------- | --------- | ----------------- | ---------- | ----------------- | ---- | ------ | ------ |
| Yves Reygaert      | Belgique    | ?         | 6/01/1954         | 1983-1984  | 0 (0)             | 0    | 0      | 0      |
| Dieter Reynaert    | Belgique    | ?         | 7/08/1987         | 2007-2008  | 1 (1)             | 0    | 1      | 0      |
| Fabrizio Rosamilia | Belgique    | ?         | 4/06/1983         | 2004-2005  | 0 (0)             | 0    | 0      | 0      |
| Foeke Rossel       | Belgique    | ?         | 11/07/1986        | 2005-2006  | 1 (0)             | 0    | 0      | 0      |
| Orazio Russo       | Belgique    | Attaquant | 4/08/1978         | 2000-2001  | 17 (0)            | 2    | 0      | 0      |
| Thomas Ruys        | Belgique    | ?         | 10/11/1979        | 2001-2002  | 28 (0)            | 3    | 6      | 0      |

## S
| Joueur                     | Nationalité                      | Position          | Date de naissance | Période(s) | Matches (dont D1) | Buts | Jaunes | Rouges |
| -------------------------- | -------------------------------- | ----------------- | ----------------- | ---------- | ----------------- | ---- | ------ | ------ |
| Kenneth Saeys              | Belgique                         | ?                 | 16/07/1994        | 2012-...   | 0 (0)             | 0    | 0      | 0      |
| Rudy Saintini              | France                           | Milieu de terrain | 2/05/1987         | 2008-2010  | 33 (16)           | 0    | 5      | 0      |
| Ricardo Salazar            | Belgique                         | ?                 | 17/01/1976        | 2003-2004  | 12 (0)            | 1    | 0      | 0      |
| Teejay Timothy Salvi       | Belgique                         | ?                 | 11/07/1992        | 2009-2011  | 1 (0)             | 0    | 0      | 0      |
| Kingsley Samuel            | Ghana                            | Défenseur         | 27/12/1978        | 1999-2000  | 27 (0)            | 0    | 5      | 0      |
| Fransisco Sanchez D'Avolio | Belgique                         | Milieu de terrain | 16/05/1986        | 2007-2010  | 48 (32)           | 2    | 7      | 0      |
| Cédric Schauwers           | Belgique                         | ?                 | 28/05/1983        | 2002-2003  | 28 (0)            | 0    | 1      | 0      |
| Frans Schelkens            | Belgique                         | ?                 | 24/10/1960        | 1983-1984  | 0 (0)             | 0    | 0      | 0      |
| Frank Schepens             | Belgique                         | ?                 | 21/01/1961        | 1989-1990  | 0 (0)             | 0    | 0      | 0      |
| Rony Schollaert            | Belgique                         | ?                 | 14/11/1968        | 2000-2001  | 30 (0)            | 0    | 0      | 0      |
| Jeroen Schoukens           | Belgique                         | ?                 | 26/02/1992        | 2009-2011  | 4 (0)             | 0    | 0      | 0      |
| Steven Schurmann           | Belgique                         | ?                 | 24/01/1988        | 2009-2010  | 20 (0)            | 0    | 1      | 0      |
| Maxime Seminck             | Belgique                         | ?                 | 28/06/1988        | 2007-2009  | 1 (1)             | 0    | 0      | 0      |
| Engin Serbest              | Belgique                         | ?                 | 6/04/1994         | 2010-2011  | 1 (0)             | 0    | 0      | 0      |
| Semih Osman Serbest        | Belgique                         | Défenseur         | 25/04/1982        | 2010-2012  | 38 (0)            | 1    | 2      | 2      |
| Gil Servaes                | Belgique                         | Défenseur         | 11/04/1988        | 2007-2008  | 9 (9)             | 0    | 1      | 0      |
| Benjamin Dondem Sesay      | Belgique                         | ?                 | 18/04/1981        | 2005-2006  | 8 (0)             | 1    | 0      | 0      |
| Aleksandar Simov           | Belgique                         | ?                 | 5/02/1985         | 2009-2011  | 31 (0)            | 1    | 5      | 0      |
| Sulejman Smajić            | Bosnie-Herzégovine               | Milieu de terrain | 13/08/1984        | 2008-2009  | 28 (28)           | 5    | 4      | 0      |
| Ibrahim Somé               | République démocratique du Congo | Attaquant         | 24/05/1988        | 2009-2010  | 23 (0)            | 7    | 7      | 1      |
| Chris Sonck                | Belgique                         | ?                 | 16/08/1970        | 1989-1990  | 0 (0)             | 0    | 0      | 0      |
| Gerrit Sonck               | Belgique                         | ?                 | 17/09/1974        | 1996-1997  | 25 (0)            | 0    | 1      | 0      |
| Jurgen Sonck               | Belgique                         | ?                 | 11/06/1971        | 1991-1993  | 37 (0)            | 1    | 4      | 0      |
| Jurgen Sorgeloos           | Belgique                         | ?                 | 22/08/1973        | 1990-1993  | 41 (0)            | 0    | 1      | 0      |
| Jens Spittael-Speeckaert   | Belgique                         | ?                 | 25/04/1988        | 2005-2007  | 0 (0)             | 0    | 0      | 0      |
| Stefaan Staelens           | Belgique                         | ?                 | 25/02/1972        | 2003-2005  | 54 (0)            | 7    | 5      | 0      |
| Kristof Stamper            | Belgique                         | ?                 | 17/01/1979        | 2001-2002  | 4 (0)             | 0    | 0      | 0      |
| Gunther Standaert          | Belgique                         | ?                 | 21/10/1970        | 1989-1990  | 0 (0)             | 0    | 0      | 0      |
| Kurt Standaert             | Belgique                         | ?                 | 21/01/1968        | 1989-1990  | 0 (0)             | 0    | 0      | 0      |
| Sébastien Stassin          | Belgique                         | ?                 | 28/06/1978        | 2012-...   | 0 (0)             | 0    | 0      | 0      |
| Thomas Steurbaut           | Belgique                         | ?                 | 20/10/1982        | 1999-2005  | 2 (0)             | 0    | 0      | 0      |
| Jurgen Stockman            | Belgique                         | ?                 | 21/12/1970        | 1990-1991  | 1 (0)             | 0    | 0      | 0      |
| Kevin Stuckens             | Belgique                         | ?                 | 18/12/1979        | 2006-2008  | 33 (2)            | 12   | 1      | 0      |
| Lieven Struelens           | Belgique                         | ?                 | 22/01/1975        | 2000-2004  | 111 (0)           | 16   | 12     | 3      |
| Ibrahim Sylla              | Belgique                         | ?                 | 22/06/1975        | 2000-2001  | 0 (0)             | 0    | 0      | 0      |
| Norman Sylla               | Belgique                         | ?                 | 27/09/1982        | 2007-2009  | 62 (62)           | 15   | 0      | 0      |

## T
| Joueur          | Nationalité | Position          | Date de naissance | Période(s)           | Matches (dont D1) | Buts | Jaunes | Rouges |
| --------------- | ----------- | ----------------- | ----------------- | -------------------- | ----------------- | ---- | ------ | ------ |
| Thomas Tassaert | Belgique    | Gardien de but    | 16/06/1980        | 2004-2005            | 1 (0)             | 0    | 0      | 0      |
| Mehdi Terki     | Algérie     | Milieu de terrain | 27/09/1991        | 2012-2013, 2014-2015 | 0 (0)             | 0    | 0      | 0      |
| Gunter Thiebaut | Belgique    | ?                 | 12/01/1977        | 2006-2012            | 59 (0)            | 31   | 9      | 0      |
| Bruno Thoelen   | Belgique    | ?                 | 18/06/1964        | 1990-1991            | 13 (0)            | 1    | 0      | 0      |
| Mickaël Tirpan  | Belgique    | Défenseur         | 23/10/1993        | 2011-2013            | 9 (0)             | 0    | 2      | 0      |

## V
| Joueur                       | Nationalité | Position          | Date de naissance | Période(s) | Matches (dont D1) | Buts | Jaunes | Rouges |
| ---------------------------- | ----------- | ----------------- | ----------------- | ---------- | ----------------- | ---- | ------ | ------ |
| Daan Vaesen                  | Belgique    | ?                 | 11/07/1981        | 2010-...   | 57 (0)            | 4    | 14     | 0      |
| Geert Valck                  | Belgique    | ?                 | 27/10/1967        | 1997-1999  | 41 (0)            | 2    | 5      | 1      |
| Brent Van Assche             | Belgique    | ?                 | 19/03/1995        | 2012-...   | 0 (0)             | 0    | 0      | 0      |
| Wesley Van Audenaerde        | Belgique    | Milieu de terrain | 10/06/1977        | 2002-2003  | 9 (0)             | 1    | 1      | 1      |
| Johan Van Boxtael            | Belgique    | ?                 | 19/08/1984        | 2004-2005  | 0 (0)             | 0    | 0      | 0      |
| Jan Van Campenhout           | Belgique    | ?                 | 25/11/1956        | 1983-1984  | 0 (0)             | 0    | 0      | 0      |
| Joeri Van Cauter             | Belgique    | ?                 | 7/10/1975         | 1988-1990  | 0 (0)             | 0    | 0      | 0      |
| Marc Van Cauwenberge         | Belgique    | ?                 | 26/01/1954        | 1983-1984  | 0 (0)             | 0    | 0      | 0      |
| Dirk Van De Velde            | Belgique    | ?                 | 17/04/1961        | 1988-1989  | 0 (0)             | 0    | 0      | 0      |
| Nico Van Den Borre           | Belgique    | ?                 | 5/07/1973         | 1996-1997  | 27 (0)            | 4    | 0      | 0      |
| Ben Van Den Brandt           | Belgique    | ?                 | 6/09/1985         | 2009-2011  | 53 (0)            | 3    | 8      | 2      |
| Chris Van Den Eeckhout       | Belgique    | ?                 | 20/04/1967        | 1988-1991  | 24 (0)            | 1    | 2      | 0      |
| Bart Van den Eede            | Belgique    | Attaquant         | 3/11/1977         | 2008-2010  | 21 (19)           | 2    | 4      | 0      |
| Raphaël Van Den Eynde        | Belgique    | ?                 | 1/09/1966         | 1986-1988  | 0 (0)             | 0    | 0      | 0      |
| Wim Van Den Eynde            | Belgique    | ?                 | 27/10/1967        | 1988-1989  | 0 (0)             | 0    | 0      | 0      |
| Jurgen Van Den Steen         | Belgique    | ?                 | 26/08/1971        | 1997-1998  | 3 (0)             | 0    | 0      | 0      |
| Gunther Van Den Stockt       | Belgique    | ?                 | 10/09/1970        | 1988-1993  | 7 (0)             | 0    | 0      | 0      |
| Tom Van Der Bauwhede         | Belgique    | ?                 | 3/01/1972         | 1996-1997  | 1 (0)             | 0    | 0      | 0      |
| Toon Van Der Kelen           | Belgique    | ?                 | 3/08/1977         | 1998-2001  | 63 (0)            | 4    | 1      | 2      |
| Chris Van Der Meersch        | Belgique    | ?                 | 12/05/1966        | 1991-1993  | 53 (0)            | 5    | 1      | 0      |
| Filip Van Der Vloet          | Belgique    | Gardien de but    | 13/12/1983        | 2002-2003  | 4 (0)             | 0    | 0      | 1      |
| Jan Van Der Weeen            | Belgique    | ?                 | 6/02/1959         | 1991-1993  | 29 (0)            | 1    | 3      | 0      |
| Romeo Van Dessel             | Belgique    | Défenseur         | 9/04/1989         | 2012-...   | 0 (0)             | 0    | 0      | 0      |
| Andy Van Droogenbroeck       | Belgique    | ?                 | 21/04/1972        | 1990-1992  | 11 (0)            | 0    | 0      | 0      |
| Christophe Van Droogenbroeck | Belgique    | ?                 | 22/11/1972        | 1992-1993  | 24 (0)            | 2    | 1      | 0      |
| Robby Van Durme              | Belgique    | ?                 | 21/02/1979        | 1998-1999  | 9 (0)             | 0    | 0      | 1      |
| Kevin Van Geem               | Belgique    | Attaquant         | 9/07/1977         | 2005-2007  | 55 (0)            | 17   | 6      | 0      |
| Roel van Hemert              | Belgique    | Défenseur         | 21/11/1984        | 2006-2007  | 16 (0)            | 2    | 5      | 0      |
| Joachim Van Holm             | Belgique    | ?                 | 4/09/1979         | 2003-2005  | 59 (0)            | 1    | 3      | 0      |
| Tom Van Holsbeek             | Belgique    | ?                 | 4/09/1980         | 2000-2001  | 0 (0)             | 0    | 0      | 0      |
| Chris Van Impe               | Belgique    | ?                 | 3/08/1971         | 1990-1998  | 22 (0)            | 2    | 0      | 0      |
| Alain Van Kemseke            | Belgique    | ?                 | 29/06/1954        | 1985-1987  | 0 (0)             | 0    | 0      | 0      |
| Mike Van Laethem             | Belgique    | ?                 | 4/06/1980         | 2002-2003  | 3 (0)             | 1    | 0      | 0      |
| Sigi Van Laethem             | Belgique    | ?                 | 27/12/1982        | 2001-2002  | 0 (0)             | 0    | 0      | 0      |
| Ken Van Lijsebeth            | Belgique    | ?                 | 16/07/1991        | 2009-2010  | 0 (0)             | 0    | 0      | 0      |
| Dirk Van Oudenhove           | Belgique    | ?                 | 4/09/1965         | 1983-1989  | 0 (0)             | 0    | 0      | 0      |
| Bjorn Van Overbeke           | Belgique    | ?                 | 10/03/1981        | 2003-2005  | 1 (0)             | 0    | 0      | 0      |
| Mike Van Poelvoorde          | Belgique    | ?                 | 29/04/1965        | 1996-1997  | 0 (0)             | 0    | 0      | 0      |
| Dirk Van Renterghem          | Belgique    | ?                 | 11/05/1961        | 1985-1986  | 0 (0)             | 0    | 0      | 0      |
| Jan Van Steenberghe          | Belgique    | Gardien de but    | 4/07/1972         | 2007-2008  | 3 (3)             | 0    | 0      | 0      |
| Steven Van Steenberghe       | Belgique    | ?                 | 26/08/1978        | 1999-2003  | 33 (0)            | 0    | 0      | 0      |
| Bart Van Zundert             | Belgique    | Défenseur         | 30/11/1980        | 2009-2010  | 12 (0)            | 2    | 1      | 0      |
| Davy Vanberlamont            | Belgique    | ?                 | 22/02/1979        | 1996-1998  | 1 (0)             | 0    | 0      | 0      |
| Stefaan Vancauwenberghe      | Belgique    | ?                 | 17/08/1971        | 1991-1993  | 5 (0)             | 0    | 0      | 0      |
| Piet Vandenberghe            | Belgique    | ?                 | 28/02/1964        | 1989-1990  | 0 (0)             | 0    | 0      | 0      |
| Peter Vandenbossche          | Belgique    | ?                 | 21/09/1982        | 2002-2003  | 11 (0)            | 1    | 0      | 0      |
| Tom Vandenbossche            | Belgique    | ?                 | 12/03/1989        | 2011-2012  | 11 (0)            | 0    | 0      | 0      |
| Dieter Vandendriessche       | Belgique    | ?                 | 15/12/1981        | 2006-2007  | 25 (0)            | 3    | 5      | 0      |
| Laurens Vandenheede          | Belgique    | ?                 | 29/01/1991        | 2011-...   | 21 (0)            | 1    | 3      | 0      |
| Danny Vandenhel              | Belgique    | ?                 | 12/12/1963        | 1983-1984  | 0 (0)             | 0    | 0      | 0      |
| Sven Vandeput                | Belgique    | ?                 | 11/05/1979        | 2005-2008  | 68 (7)            | 1    | 10     | 0      |
| Frederik Vanderbiest         | Belgique    | ?                 | 10/10/1977        | 2007-2009  | 14 (14)           | 0    | 4      | 0      |
| Nico Vanderdonck             | Belgique    | ?                 | 6/12/1969         | 2003-2005  | 49 (0)            | 9    | 11     | 1      |
| Quentin Vanderheyden         | Belgique    | ?                 | 24/12/1993        | 2012-...   | 0 (0)             | 0    | 0      | 0      |
| Steven Vanderhoeven          | Belgique    | ?                 | 20/09/1973        | 1990-1992  | 2 (0)             | 0    | 0      | 0      |
| Patrice Vandermeulen         | Belgique    | ?                 | 21/03/1969        | 1996-2004  | 122 (0)           | 25   | 17     | 2      |
| Dirk Vanderputte             | Belgique    | ?                 | ?                 | 1985-1986  | 0 (0)             | 0    | 0      | 0      |
| Franky Vanderschueren        | Belgique    | ?                 | 26/05/1962        | 1983-1984  | 0 (0)             | 0    | 0      | 0      |
| Alain Vekeman                | Belgique    | ?                 | 13/06/1969        | 1996-1997  | 30 (0)            | 2    | 2      | 1      |
| William Verbeeck             | Belgique    | ?                 | 28/06/1976        | 2006-2007  | 4 (0)             | 0    | 0      | 0      |
| Fabio Vergucht               | Belgique    | ?                 | 17/10/1976        | 2002-2004  | 44 (0)            | 30   | 6      | 3      |
| Koen Verhaeghe               | Belgique    | ?                 | 3/08/1990         | 2009-2010  | 7 (0)             | 0    | 1      | 0      |
| Mathias Verhasselt           | Belgique    | ?                 | 17/11/1994        | 2011-...   | 7 (0)             | 0    | 1      | 0      |
| Henk Verhofstadt             | Belgique    | ?                 | 7/08/1969         | 1996-1997  | 22 (0)            | 5    | 0      | 0      |
| Geert Vermeir                | Belgique    | ?                 | 11/06/1966        | 1999-2001  | 54 (0)            | 4    | 5      | 2      |
| Marc Vermeiren               | Belgique    | ?                 | 11/03/1963        | 1998-1999  | 0 (0)             | 0    | 0      | 0      |
| Erwin Verpeten               | Belgique    | ?                 | 12/11/1956        | 1983-1986  | 0 (0)             | 0    | 0      | 0      |
| Philippe Verspeet            | Belgique    | ?                 | 25/07/1967        | 1986-1990  | 0 (0)             | 0    | 0      | 0      |
| Pavel Verstraete             | Belgique    | ?                 | 2/04/1992         | 2012-...   | 0 (0)             | 0    | 0      | 0      |
| Floris Verstraeten           | Belgique    | ?                 | 12/05/1963        | 1985-1986  | 0 (0)             | 0    | 0      | 0      |
| Christophe Vertriest         | Belgique    | ?                 | 9/04/1975         | 1996-1997  | 0 (0)             | 0    | 0      | 0      |
| Jan Vijverman                | Belgique    | ?                 | 22/07/1962        | 1983-1997  | 1 (0)             | 0    | 0      | 0      |
| Michaël Vijverman            | Belgique    | ?                 | 11/06/1990        | 2010-2011  | 0 (0)             | 0    | 0      | 0      |
| Bryan Vinck                  | Belgique    | ?                 | 16/09/1994        | 2012-...   | 0 (0)             | 0    | 0      | 0      |
| Dylan Voets                  | Belgique    | ?                 | 27/06/1992        | 2010-2012  | 7 (0)             | 0    | 0      | 0      |

## W
| Joueur            | Nationalité | Position       | Date de naissance | Période(s) | Matches (dont D1) | Buts | Jaunes | Rouges |
| ----------------- | ----------- | -------------- | ----------------- | ---------- | ----------------- | ---- | ------ | ------ |
| Jorgo Waeghe      | Belgique    | Attaquant      | 30/03/1989        | 2010-...   | 59 (0)            | 7    | 4      | 0      |
| Paul Walraed      | Belgique    | ?              | 12/01/1959        | 1984-1986  | 0 (0)             | 0    | 0      | 0      |
| Kevin Wauthy      | Belgique    | Gardien de but | 25/08/1983        | 2012-...   | 0 (0)             | 0    | 0      | 0      |
| Olivier Weka      | Belgique    | ?              | 8/01/1977         | 2001-2002  | 1 (0)             | 0    | 0      | 0      |
| Michaël Wiggers   | Belgique    | Défenseur      | 8/02/1980         | 2008-2010  | 44 (22)           | 0    | 2      | 0      |
| Dwight Wille      | Belgique    | ?              | 25/10/1989        | 2011-...   | 25 (0)            | 0    | 3      | 2      |
| Joren Willems     | Belgique    | ?              | 17/06/1994        | 2012-...   | 0 (0)             | 0    | 0      | 0      |
| Stijn Willems     | Belgique    | ?              | 1/02/1981         | 2003-2004  | 15 (0)            | 1    | 0      | 0      |
| Kenny Witpas      | Belgique    | ?              | 16/01/1991        | 2008-2009  | 0 (0)             | 0    | 0      | 0      |
| Dieter Wittesaele | Belgique    | Attaquant      | 21/01/1989        | 2008-2009  | 18 (18)           | 3    | 0      | 0      |
| Robert Wouters    | Belgique    | ?              | 23/05/1971        | 1997-1998  | 2 (0)             | 0    | 0      | 0      |
| Kristof Wynant    | Belgique    | ?              | 4/04/1981         | 1999-2001  | 2 (0)             | 0    | 0      | 0      |

## Y
| Joueur        | Nationalité | Position | Date de naissance | Période(s) | Matches (dont D1) | Buts | Jaunes | Rouges |
| ------------- | ----------- | -------- | ----------------- | ---------- | ----------------- | ---- | ------ | ------ |
| Ramazan Yuruk | Turquie     | ?        | 10/05/1979        | 2001-2002  | 27 (0)            | 0    | 2      | 0      |

## Z
| Joueur          | Nationalité        | Position  | Date de naissance | Période(s) | Matches (dont D1) | Buts | Jaunes | Rouges |
| --------------- | ------------------ | --------- | ----------------- | ---------- | ----------------- | ---- | ------ | ------ |
| Hafid Zakmout   | Belgique           | ?         | 16/04/1982        | 2002-2003  | 1 (0)             | 0    | 0      | 0      |
| Nico Zelck      | Belgique           | ?         | 16/04/1972        | 1992-1993  | 17 (0)            | 1    | 3      | 0      |
| Marcin Żewłakow | Pologne            | Attaquant | 22/04/1976        | 2007-2008  | 12 (12)           | 1    | 3      | 0      |
| Ervin Zukanović | Bosnie-Herzégovine | Défenseur | 11/02/1987        | 2008-2010  | 47 (14)           | 2    | 5      | 0      |

### Sources
- (nl) « Liste des joueurs du club », sur Belgian Soccer Database (Verbroedering Denderhoutem)
- (nl) « Liste des joueurs du club », sur Belgian Soccer Database (FCV Dender EH)